# Achelia anomala
Achelia anomala är en havsspindelart som beskrevs av Arnaud, F.P.M. 1974. Achelia anomala ingår i släktet Achelia och familjen Ammotheidae. Inga underarter finns listade i Catalogue of Life.